# Parmelia fertilis
Parmelia fertilis är en lavart som beskrevs av Müll. Arg. Parmelia fertilis ingår i släktet Parmelia och familjen Parmeliaceae.   Inga underarter finns listade i Catalogue of Life.